# Городские населённые пункты Кабардино-Балкарии
В Кабардино-Балкарии расположено 8 городских населённых пунктов — все они города, среди которых выделяются:
- 3 города республиканского значения (в списке выделены оранжевым цветом) — в рамках организации местного самоуправления образуют отдельные городские округа.
- 5 городов в составе районов (в рамках организации местного самоуправления входят в муниципальные районы).

## Города
| № | русское название | кабардинское название  | балкарское название | население (чел.) | плотность населения (чел./км²) | основан  | статус города | прежнее название             | район/ город республиканского подчинения | герб |
| - | ---------------- | ---------------------- | ------------------- | ---------------- | ------------------------------ | -------- | ------------- | ---------------------------- | ---------------------------------------- | ---- |
| 1 | Баксан           | Бахъсэн                | Бахсан              | ↗40 276          | 2013.8                         | XVI век  | 1967 год      | Кучмазукино, Старая крепость | Баксан, город                            |      |
| 2 | Майский          | Майскэ                 | Майски              | ↗26 210          | 1008.08                        | 1824 год | 1965 год      | Пришибская                   | Майский район                            |      |
| 3 | Нальчик          | Налшык                 | Нальчик             | ↘245 588         | 3665.49                        | 1724 год | 1921 год      |                              | Нальчик, город                           |      |
| 4 | Нарткала         | Нарткъалэ              | Нарткъала           | ↗33 119          | 3504.66                        | 1913 год | 1955 год      | Докшукино                    | Урванский район                          |      |
| 5 | Прохладный       | Прохладнэ / Къалэкӏыхь | Прохладни           | ↘60 009          | 1710.63                        | 1765 год | 1937 год      | Прохладная                   | Прохладный, город                        |      |
| 6 | Терек            | Тэрч                   | Терк                | ↗20 154          | 1679.5                         | 1876 год | 1967 год      | Муртазово                    | Терский район                            |      |
| 7 | Тырныауз         | Тырныауз               | Тырныаўуз           | ↗22 334          | 366.13                         | 1934 год | 1955 год      | Гирхожан, Нижний Баксан      | Эльбрусский район                        |      |
| 8 | Чегем            | Шэджэм                 | Чегем               | ↗21 161          | 289.88                         | 1822 год | 2000 год      | Кундетово, Чегем Первый      | Чегемский район                          |      |

### Карта городов
Легенда карты:
- города республиканского значения
- города в составе районов

## Посёлки городского типа
С 2012 города в Кабардино-Балкарии отсутствуют посёлки городского типа. 

### Бывшие посёлки городского типа
Ранее к пгт относились следующие населённые пункты на территории КБР:
- Адиюх — преобразован в сельский населённый пункт в 2005 году.
- Баксан — преобразован в город в 1967 году.
- Баксангэс — пгт с 1940 года. Преобразован в сельский населённый пункт в 1957 году.
- Белая Речка — пгт с 1970 года. Преобразован в сельский населённый пункт в 1995 году.
- Былым — пгт с 1949 года. До 1969 года назывался Угольный. Преобразован в сельский населённый пункт в 1995 году.
- Верхний Баксан — пгт с 1967 года. Преобразован в сельский населённый пункт в 1991 году.
- Горный — пгт с 1950 года. Упразднён в связи с переселением населения в 1960 году.
- Докшукино — пгт с 1938 года. Преобразован в город в 1955 году.
- Залукокоаже — пгт с 1976 года. Преобразован в сельский населённый пункт в 2012 году.
- Звёздный — преобразован в сельский населённый пункт в 2005 году.
- Кашхатау — пгт с 1964 года (до 1991 — Советское). Преобразован в сельский населённый пункт в 2012 году.
- Кенже — пгт с 1970 года. Преобразован в сельский населённый пункт в 1992 году.
- Майский — пгт с 1938 года. Преобразован в город в 1965 году.
- Прохладненский — пгт с 1929 года. Преобразован в город Прохладный в 1937 году.
- Терек — пгт с 1945 года. Преобразован в город в 1967 году.
- Тырны-Ауз — пгт с 1939 года. Преобразован в город Тырныауз в 1955 году.
- Хасанья — пгт с 1970 года. Преобразован в сельский населённый пункт в 1995 году.
- Чегем Первый — пгт с 1972 года. Преобразован в город Чегем в 2000 году[4].
- Эльбрус — пгт с 1962 года. Преобразован в сельский населённый пункт в 1995 году.